# Vile
 Ovo je glavno značenje pojma Vile. Za album sastava Cannibal Corpse iz 1996. pogledajte Vile (album).
Vile su višenamjenski poljoprivredni alat. Nasađene su na držalo od tvrdog drveta hrasta ili bukve a ukupne su duljine od 150 do 180 cm. 
Upotrebljavaju se u radovima na polju ili sa sijenom.